# Dionysus (musikgrupp)
Dionysus var ett svenskt power metal-band från Bålsta och Uppsala, aktivt mellan 1999 och 2008. De släppte tre studioalbum och ett samlingsalbum.

## Historik
Dionysus grundades 1999 av trummisen Ronny Milianowicz (tidigare i Sinergy). Han rekryterade Magnus "Nobby" Noberg, Johnny Öhlin och Kaspar Dahlqvist, som alla spelat i det progressiva heavy metal-bandet Nation. Till sångarpositionen anslöt den tyske vokalisten Olaf Hayer (även i Luca Turillis soloband).
Debutalbumet Sign of Truth spelades in i Rhön Records Studio i tyska Fulda och producerades av Tobias Sammet (Edguy, Avantasia). Det släpptes i november 2002. Ett år senare spelade Dionysus förband till Doro tillsammans med Saxon.
Uppföljaren Anima Mundi spelades in i Sverige och släpptes i januari 2004. I augusti samma år spelade bandet på Wacken Open Air. Bandets tredje album Fairytales and Reality gavs ut i augusti 2006.
Milianowicz och Dahlqvist lämnadet bandet under 2007 och ersattes av Johannes Berg respektive Joakim Floke. Efter en kort turné med Jon Oliva's Pain under våren splittrades Dionysus.

## Medlemmar
Senaste medlemmar
- Magnus "Nobby" Noberg – basgitarr (1999–2008)
- Johnny Öhlin – gitarr (1999–2008)
- Olaf Hayer – sång (1999–2008)
- Johannes Berg – trummor (2007–2008)
- Joakim Floke – keyboard (2007–2008)

Tidigare medlemmar
- Ronny Milianowicz – trummor (1999–2007)
- Kaspar Dahlqvist – keyboard (1999–2007)

## Diskografi
Studioalbum
- Sign of Truth (2002)
- Anima Mundi (2004)
- Fairytales and Reality (2006)

Samlingsalbum
- Keep the Spirit (2008)